# نادي الجنوب
نادي الجنوب الرياضي هو فريق كرة قدم عراقي مقره في البصرة، يلعب في الدوري العراقي الدرجة الثالثة.

## الملعب
أعيد بناء مبنى النادي وتأهيل ملعب الجنوب بسعة 1000 متفرج في عام 2015.

## روابط خارجية
- أندية العراق - تواريخ التأسيس
- اتحاد أندية البصرة